# ثمد رباعي الصمامات
ثمد رباعي الصمامات (الاسم العلمي:Themeda quadrivalvis) هو نوع من النباتات يتبع جنس الثمد من الفصيلة النجيلية.